# Козубець Володимир Олександрович
Володи́мир Олекса́ндрович Козубець — майор Збройних сил України, 27-й Сумський реактивний артилерійський полк.

## Нагороди
8 вересня 2014 року — за особисту мужність і героїзм, виявлені у захисті державного суверенітету та територіальної цілісності України, вірність військовій присязі під час російсько-української війни, відзначений — нагороджений орденом Богдана Хмельницького III ступеня.